# Kanton Le Portel
Le Portel is een voormalig kanton van het Franse departement Pas-de-Calais. Het kanton maakte deel uit van het arrondissement Boulogne-sur-Mer. Het werd opgeheven bij decreet van 24 februari 2014 met uitwerking in 2015.

## Gemeenten
Het kanton Le Portel omvatte de volgende gemeenten:
- Boulogne-sur-Mer (Bonen) (deels)
- Le Portel (Turbodingem) (hoofdplaats)